# Église Saint-Cybard de Chavenat
L'église Saint-Cybard est une église catholique située à Chavenat, en France.

## Localisation
L'église est située dans le département français de la Charente, sur la commune de Chavenat.

## Historique
L'édifice est inscrit au titre des monuments historiques en 1996 et 1997.